# Dortan
Dortan es una comuna francesa situada en el departamento de Ain, de la región de Auvernia-Ródano-Alpes.

## Geografía
Dortan está en el norte del departamento de Ain, en el límite con el departamento del Jura. Forma parte del parque natural regional del Haut-Jura.

## Historia
En julio de 1944 Dortan sufrió gran destrucción de bienes materiales y vidas humanas a manos del ejército alemán.

## Demografía
| 1066 | 1217 | 1321 | 1364 | 1377 | 1205 | 1240 | 1283 | 1295 | 1261 | 1299 | 1155 | 1143 | 1092 | 989 | 989 | 929 | 818 | 486 | 861 | 1 407 | 1 425 | 1 445 | 1 609 | 2 107 | 2 186 | 2 100 | 1 855 | 1 846 |
| Para los censos de 1962 a 1999 la población legal corresponde a la población sin duplicidades (Fuente: INSEE [Consultar]) |      |      |      |      |      |      |      |      |      |      |      |      |      |     |     |     |     |     |     |       |       |       |       |       |       |       |       |       |